# Zukunft braucht Erinnerung
Zukunft braucht Erinnerung (ehemals Shoa.de) ist das Internetportal des Arbeitskreises Zukunft braucht Erinnerung, der sich wissenschaftlich-didaktisch mit den Themen Nationalsozialismus, Antisemitismus und Holocaust sowie ihren Nachwirkungen bis in die Gegenwart auseinandersetzt.
Der hebräische Begriff Shoa bedeutet etwa große Katastrophe oder Untergang, speziell die Vorbereitung und Ausführung des systematischen Völkermords an etwa zwei Drittel der jüdischen und jüdischstämmigen Bevölkerung Europas während der NS-Herrschaft.
Im November 2014 benannte sich das Portal um in Zukunft braucht Erinnerung und enthält seitdem auch Beiträge zur Aufarbeitung der SBZ- und der DDR-Vergangenheit, zum Nahostkonflikt sowie zu Links- und Rechtsextremismus in der Bundesrepublik.

## Geschichte
Die Gründung des Vereins fand nach eigenen Angaben im Jahr 1996 statt und erfolgte aus einer Initiative von Historikern, Journalisten und Informatikern. Ziel war es, die Möglichkeiten des damals noch neuen Mediums Internet zu nutzen. Das Projekt versteht sich als eine Plattform, die gerade auch nicht-akademische Geschichtsinteressierte zum Mitmachen und zur Auseinandersetzung mit der Vergangenheit einlädt. 2005 gehörte das Portal zu den Nominierten für den Grimme Online Award. 2006 wurde Shoa.de als vorbildliches Projekt vom Bündnis für Demokratie und Toleranz ausgezeichnet.

## Arbeit
Die Vereinsmitglieder und Autoren arbeiten ehrenamtlich und von verschiedenen Standorten aus an dem Projekt. Unter den laut Mitarbeiterliste über 190 Autoren sind Geschichtsstudenten, Universitätsprofessoren, aber auch Holocaust-Überlebende. Neben dem redaktionellen Teil gibt es auf der Seite auch einen Linkkatalog zu historischen Textquellen.
Es finden sich zahlreiche Artikel zu Themenkomplexen wie:
- Antisemitismus
- Holocaust
- Porajmos
- Zeit des Nationalsozialismus
- Zweiter Weltkrieg

## Unterstützung
Das Projekt wird vom Deutschen Historischen Museum, dem Haus der Geschichte der Bundesrepublik Deutschland, der Bundeszentrale für politische Bildung und der Holocaust-Gedenkstätte Yad Vashem mit Materialien unterstützt.
Der Verein erhält keine finanzielle Unterstützung von öffentlicher Seite und finanziert seine Aufwendungen über Spenden.